# We Agree
A We Agree a Yes Magnification című albumának hatodik száma, melyet Jon Anderson, Chris Squire, Alan White, Steve Howe és a lemezen szereplő szimfonikus zenekar karmestere, Larry Groupé írt.
A dalban óriási szerepe van Anderson kristálytiszta énekhangjának, s Howe nagyszerű akusztikus gitárjátékának. Az utóbbi miatt a Fragile időszaka ugorhat be a hallgatónak.
Érdekes, hogy a Magnification turnéján készített Symphonic Live címmel kiadott DVD-n nem szerepel.

## Közreműködő zenészek
- Jon Anderson – ének
- Chris Squire – basszusgitár, ének
- Steve Howe – gitár
- Alan White – dob

egy szimfonikus zenekarral együtt.

## Egyéb kiadványokon
- Essentially Yes (az egész Magnification hallható rajta)

## Külső hivatkozások
- Dalszöveg